# إليسون كيلي
إليسون كيلي (بالإنجليزية: Ellison Kelly)‏ هو لاعب كرة قدم أمريكية ولاعب كرة القدم الكندية أمريكي، ولد في 17 مايو 1935 في بتلر في الولايات المتحدة، وتوفي في 11 فبراير 2016.

## وصلات خارجية
- إليسون كيلي على موقع مرجع كرة القدم المحترفة.كوم (الإنجليزية)